# Enduro Racer
Enduro Racer è un videogioco arcade di motociclismo pubblicato nel 1986 da SEGA e successivamente convertito per molte piattaforme domestiche, nelle versioni per computer edito da Activision. Sul mobile arcade originale il sistema di controllo è un manubrio con freno e acceleratore realistici e una versione comprende anche un sedile a forma di motocicletta.

## Modalità di gioco
Il giocatore guida una moto da cross su un percorso stradale con la presenza di saliscendi e ostacoli che, almeno inizialmente, sono perlopiù alberi ai lati e massi sulla carreggiata.
La strada è visualizzata in prospettiva, con la propria moto vista in terza persona di spalle. Fa eccezione la versione Sega Master System, distribuita anche su Virtual Console, che ha visuale isometrica.
Ogni tanto la strada è occupata orizzontalmente da rampe di terra che permettono di saltare, ma al momento del salto e all'atterraggio è necessario impennare per atterrare sulla ruota posteriore, altrimenti si atterra su quella anteriore e si perde l'equilibrio. Nella versione arcade per realizzare l'impennata bisogna sollevare il manubrio.
Oltre agli ostacoli sono presenti gli altri concorrenti da evitare, e successivamente anche veicoli a quattro ruote e terreni più difficili.
Dopo una caduta si può sempre riprendere la corsa, ma con un'ovvia perdita di tempo; il gioco termina se si esaurisce il tempo prima dei checkpoint.